# برزنیتسا
برزنیتسا (به بلغاری: Breznitsa) یک منطقهٔ مسکونی در بلغارستان است که در شهرستان گوتسه دلچو واقع شده‌است.
 برزنیتسا ۸۱٫۸۱۵ کیلومتر مربع مساحت و ۳٬۳۸۹ نفر جمعیت دارد و ۷۱۵ متر بالاتر از سطح دریا واقع شده‌است.